# Me. I Am Mariah... The Elusive Chanteuse
Me. I Am Mariah... The Elusive Chanteuse è il quattordicesimo album della cantautrice statunitense Mariah Carey, pubblicato il 27 maggio 2014.
Dapprima intitolato The Art of Letting Go, la pubblicazione dell'album era prevista nel 2012, in seguito al singolo Triumphant (Get 'Em), in collaborazione con Rick Ross e Meek Mill. Tuttavia, a causa dell'insuccesso del brano, nuove canzoni sono state registrate per l'album, la cui data d'uscita è stata rinviata numerose volte nel corso del 2013 e 2014. Insieme a Bryan Michael Cox, Mariah Carey e Jermaine Dupri hanno prodotto esecutivamente l'album. Dopo la sua uscita, l'album è stato apprezzato dalla critica ma ha ricevuto bassi profili di vendita, diventando il meno venduto nella carriera dell'artista. L'album è stato preceduto da tre singoli: Beautiful, certificato disco di platino negli Stati Uniti, The Art of Letting Go e You're Mine (Eternal).

## Sviluppo
Pochi mesi dopo l'uscita del suo secondo album natalizio, Merry Christmas II You, Mariah ha scritto sul suo account Twitter a febbraio 2011: "Inizierò a scrivere nuove canzoni per il mio album questa settimana, ma questo è solo l'inizio..." Il mese successivo, la cantautrice si è scusata pubblicamente per avere tenuto un concerto privato per il dittatore libico Muʿammar Gheddafi nel 2008, senza sapere della situazione in Libia. Nonostante non si sappia quanto Mariah sia stata pagata per tenere questo concerto, la cantautrice ha affermato che avrebbe donato tutti gli incassi della canzone Save the Day, che sarebbe stata inclusa nel suo nuovo album, ad associazioni per i diritti umani.
A maggio 2011 il marito di Mariah, Nick Cannon, ha confermato in un'intervista con la rivista musicale Billboard che erano già state registrate molte tracce per l'album, affermando: "Progetta di pubblicare un nuovo singolo proprio quest'anno. Sta lavorando molto, abbiamo uno studio di registrazione in casa, e la sua gravidanza l'ha ispirata profondamente." Inoltre, Cannon ha affermato che per l'album Mariah si era ispirata ai suoi primi due dischi, Mariah Carey (1990) ed Emotions (1991). A gennaio 2012 Cannon ha confermato che l'album era stato posticipato perché Mariah preferiva dedicarsi per un po' ai suoi due neonati, Moroccan e Monroe. Il 3 agosto 2012 la Carey ha pubblicato Triumphant (Get 'Em), che era originariamente previsto come singolo di lancio. Esso però ha ricevuto un impatto negativo sia dal punto di vista commerciale che da quello della critica e, per tale ragione, è stato rimosso dall'album.

## Pubblicazione
L'album, che doveva inizialmente essere pubblicato nel 2012, ha visto in più occasioni la sua data di uscita rimandata. Nell'edizione di aprile 2012 della rivista Shape Mariah ha affermato: "Ho iniziato a scrivere canzoni per un nuovo album che spero possa uscire nel 2012. Tornare allo studio di registrazione e produrre nuova musica, cosa che adoro fare, è il modo migliore per concludere questo pazzo anno." Ad agosto dello stesso anno, in seguito all'uscita del singolo Triumphant (Get 'Em), l'allora manager della cantautrice, Randy Jackson, ha affermato in un'intervista con Billboard che l'album sarebbe uscito a marzo 2013. In un'intervista con Ryan Seacrest risalente a settembre 2012, Mariah ha affermato: "Nonostante preferirei che uscisse prima, penso che non sarà pronto fino a gennaio 2013 o giù di lì. Vorrei prima pubblicare un nuovo singolo, una ballata. La adoro, ma sto ancora scrivendo e lavorando. Non si sa mai cosa finirà per accadere."
A febbraio 2013, Mariah ha affermato di voler pubblicare l'album il più presto possibile. La pubblicazione dell'album, intitolato The Art of Letting Go, è stata fissata per maggio 2013 ed è poi stata posticipata al 23 luglio dello stesso anno, in seguito al successo del singolo #Beautiful. Tuttavia, il 25 giugno la cantautrice ha scritto su Twitter che l'album non sarebbe più uscito nella data prefissata, pensando che ci fosse ancora qualcosa da migliorare. Il 10 febbraio 2014, dopo la pubblicazione nel novembre del 2013 del singolo The Art of Letting Go e due giorni prima dell'uscita del nuovo singolo You're Mine (Eternal), Mariah ha confermato che il suo album sarebbe stato messo in commercio il 6 maggio 2014 e che non si sarebbe più chiamato The Art of Letting Go. Il mattino del 1º maggio 2014 Mariah Carey ha confermato sul suo profilo Facebook che il suo quattordicesimo album, intitolato Me. I Am Mariah… The Elusive Chanteuse, sarebbe stato pubblicato il 27 maggio. La cantautrice ha inoltre postato la lista tracce ed entrambe le copertine dell'album (una per l'edizione standard e una per la deluxe), oltre che ad un breve video caricato su YouTube in cui spiega il concetto dell'album.

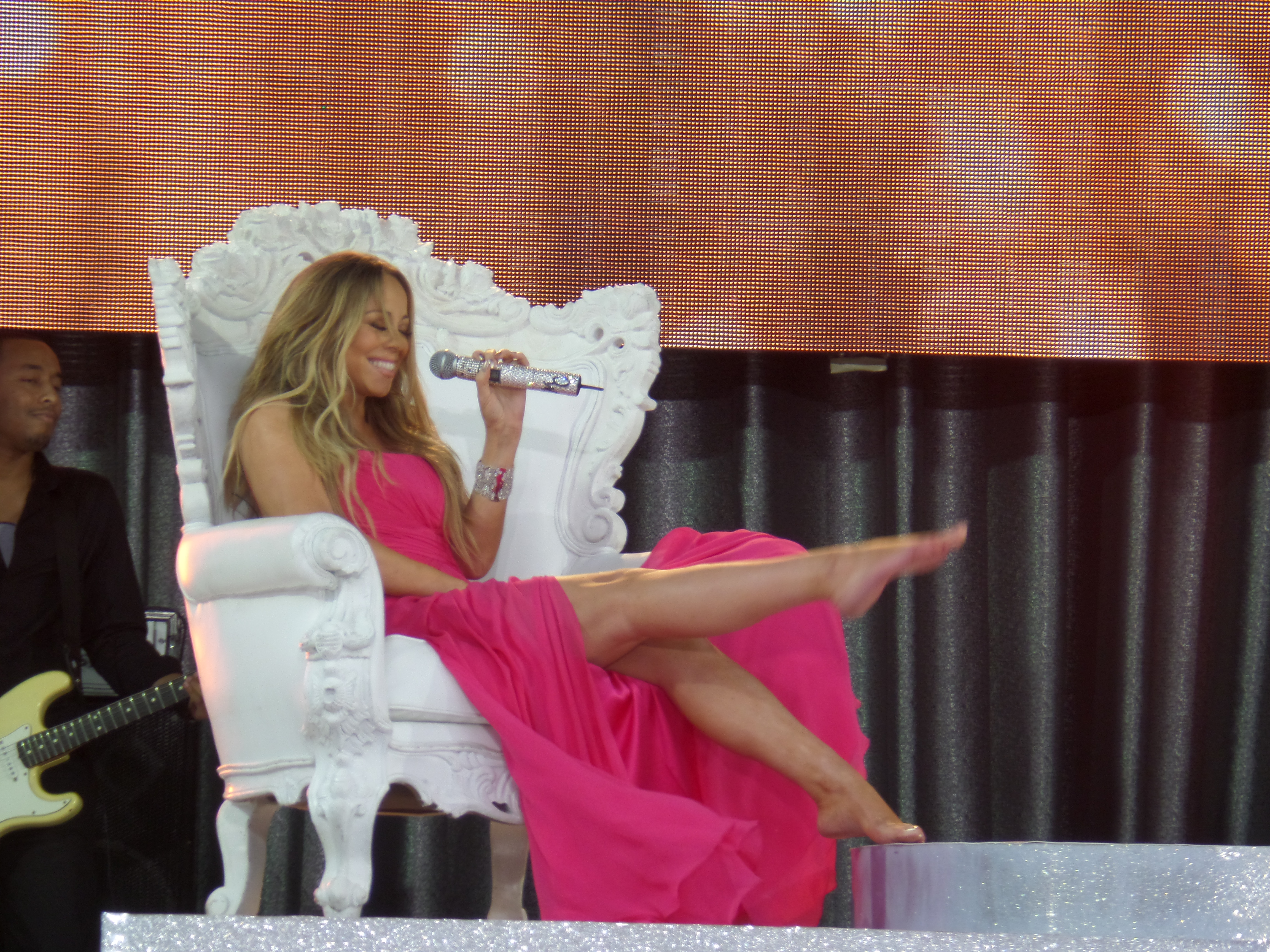
Mariah Carey canta #Beautiful a Good Morning America, 24 maggio 2013.

## Titolo
L'album inizialmente si doveva intitolare The Art of Letting Go, fino a quando a febbraio 2014 Mariah Carey ha affermato di volerlo cambiare. Il nuovo titolo, Me. I Am Mariah... The Elusive Chanteuse, rappresenta secondo la cantautrice i due lati di sé: il primo riporta la scritta sul suo "primo e unico autoritratto", che Mariah ha disegnato da bambina e che è stato utilizzato come immagine sul retro copertina dell'album; la seconda parte del titolo è invece il soprannome che utilizzava per sé in quel periodo. La cantautrice ha spiegato che "questo album è il riflesso di alcuni alti e bassi che mi hanno resa quella che sono adesso".

## Promozione

### Singoli
Triumphant (Get 'Em) era inizialmente destinata ad essere il singolo di lancio dell'album. Pubblicata il 3 agosto 2012, la canzone è una collaborazione con i rapper Rick Ross e Meek Mill. Triumphant ha avuto uno scarso successo commerciale, arrivando alla quindicesima posizione della Bubbling Under Hot 100, che equivale al centoquindicesimo posto nella classifica statunitense, entrando in poche classifiche a livello internazionale.
#Beautiful, una collaborazione con Miguel, è stata estratta come singolo di lancio dell'album il 7 maggio 2013. Nel mese di maggio 2013 Mariah ha cantato #Beautiful dal vivo ad American Idol, di cui lei era giudice, e a Good Morning America. Il singolo ha avuto successo, raggiungendo la quindicesima posizione della classifica statunitense ed entrando in top ten in Australia, Danimarca e Nuova Zelanda. Il singolo ha venduto oltre 1 185 000 copie negli Stati Uniti a febbraio 2014 ed è stato certificato disco di platino dalla Recording Industry Association of America.
The Art of Letting Go è stata annunciata sul profilo Facebook di Mariah ad ottobre 2013 come nuovo singolo. La canzone è stata pubblicata su iTunes l'11 novembre 2013. The Art of Letting Go non è riuscita ad eguagliare il successo del singolo precedente, raggiungendo solo la diciannovesima posizione della Bubbling Under Hot 100 (#119 della classifica statunitense) entrando in poche classifiche a livello internazionale.
You're Mine (Eternal), il terzo singolo estratto da Me. I Am Mariah… The Elusive Chanteuse, è uscita il 12 febbraio 2014. Della canzone sono state pubblicate due versioni: una da solista e una in collaborazione con Trey Songz. Nonostante i paragoni con We Belong Together, una delle canzoni di più grande successo della carriera di Mariah, You're Mine ha avuto uno scarso successo commerciale, raggiungendo l'ottantottesima posizione della classifica statunitense, rimanendovi per una sola settimana, e arrivando a vendere, a maggio 2014, 56 000 copie.

### Tour
A dicembre 2012 l'allora manager di Mariah Carey, Randy Jackson, ha annunciato che la cantautrice stava progettando di andare in tournée in seguito all'imminente pubblicazione del suo album. A maggio 2013, quando la data di uscita dell'album era ancora fissata per il 22 luglio di quell'anno, è stato annunciato che il tour sarebbe iniziato ad ottobre 2013 in Asia. Il mese successivo, tuttavia, il tour è stato posticipato insieme all'album; le lesioni alla spalla della cantautrice hanno fatto rimandare ulteriormente i suoi progetti. La data d'inizio del tour è stata infine fissata per il 4 ottobre 2014 e date successive si sono svolte in Cina, Giappone e Filippine. Date ulteriori sono state aggiunte per una leg australiana e neozelandese a novembre.

## Tracce
1. Cry. – 4:49 (Mariah Carey, James Wright)
2. Faded – 3:39 (Mariah Carey, Mike Williams, Denisia Andrews)
3. Dedicated (feat. Nas) – 4:13 (Mariah Carey, Chauncey Hollis, James Fauntleroy, Nasir Jones, Dennis Coles, Robert Diggs, Gary Grice, Lamont Hawkins, Jason Hunter, Russell Jones, Clifford Smith, Corey Woods)
4. #Beautiful (feat. Miguel) – 3:20 (Mariah Carey, Miguel Pimentel, Nathan Perez, Brook Davis, Mac Robinson, Brian Keith Warfield)
5. Thirsty – 3:26 (Mariah Carey, Chauncey Hollis, Denisia Andrews, Maryann Tatum)
6. Make It Look Good – 3:23 (Mariah Carey, Jermaine Dupri, Bryan-Michael Cox, Walter Sigler, Allan Felder)
7. You're Mine (Eternal) – 3:44 (Mariah Carey, Rodney Jerkins)
8. You Don't Know What to Do (feat. Wale) – 4:47 (Mariah Carey, Jermaine Dupri, Bryan-Michael Cox, Olubowale Akintimehin, Patrick Adams, Terri Gonzalez)
9. Supernatural – 4:38 (Mariah Carey, Jermaine Dupri, Bryan-Michael Cox)
10. Meteorite – 3:51 (Mariah Carey, Kamaal Fareed, Allan Felder, Norman Harris, Ron Tyson)
11. Camouflage – 4:49 (Mariah Carey, James Wright)
12. Money (feat. Fabolous) – 4:55 (Mariah Carey, Chauncey Hollis, John Jackson, Dan Satch, Edwin Birdsong)
13. One More Try – 6:17 (George Michael)
14. Heavenly (No Ways Tired / Can't Give Up Now) – 5:39 (Mariah Carey, Curtis Burrell, George Clinton, Jr.)
15. Me. I Am Mariah... The Elusive Chanteuse (digital-only bonus track) – 1:12 (Mariah Carey)

Edizione deluxe
1. It's a Wrap (feat. Mary J. Blige) – 4:04 (Mariah Carey, Barry White)
2. Betcha Gon' Know (feat. R. Kelly) – 3:54 (Mariah Carey, Christopher Stewart, Terius Nash, James Wright)
3. The Art of Letting Go – 3:44 (Mariah Carey, Rodney Jerkins)
4. Me. I Am Mariah... The Elusive Chanteuse (digital-only bonus track) – 1:12 (Mariah Carey)

Edizione giapponese / Edizione Target
1. America the Beautiful – 1:58 (Katharine Lee Bates, Samuel A. Ward)

## Successo commerciale
Negli Stati Uniti l'album ha fatto il suo ingresso in classifica alla terza posizione con 58 000 copie vendute nella prima settimana. È diventato così il suo diciassettesimo album in top 10. L'album ha trascorso un totale di otto settimane nella top 200 statunitense, il periodo più breve fra tutti gli album della Carey. Ad aprile 2015 aveva raggiunto le 122 000 copie vendute a livello nazionale.
Nel Regno Unito Me. I Am Mariah... The Elusive Chanteuse ha debuttato al quattordicesimo posto in classifica. È sceso alla cinquantaquattresima posizione la settimana successiva, per poi scomparire definitivamente dalla top 100 britannica. In Italia ha raggiunto il quindicesimo posto in classifica, passando quattro settimane nella top 100.